# Роксбері (Вісконсин)
Роксбері (англ. Roxbury) — місто (англ. town) в США, в окрузі Дейн штату Вісконсин. Населення — 1871 особа (2020).

## Демографія
Згідно з переписом 2010 року, у місті мешкали 1794 особи в 663 домогосподарствах у складі 519 родин. Було 806 помешкань
Расовий склад населення:
| - 97,8 % — білих - 0,6 % — корінних американців - 0,2 % — азіатів |

До двох чи більше рас належало 0,8 %. Частка іспаномовних становила 1,3 % від усіх жителів.
За віковим діапазоном населення розподілялося таким чином: 25,0 % — особи молодші 18 років, 62,1 % — особи у віці 18—64 років, 12,9 % — особи у віці 65 років та старші. Медіана віку мешканця становила 43,9 року. На 100 осіб жіночої статі у місті припадало 108,1 чоловіків;  на 100 жінок у віці від 18 років та старших — 106,9 чоловіків також старших 18 років.
Середній дохід на одне домашнє господарство  становив 106 115 доларів США (медіана — 85 852), а середній дохід на одну сім'ю — 119 532 долари (медіана — 95 179). Медіана доходів становила 55 774 долари для чоловіків та 48 462 долари для жінок. За межею бідності перебувало 3,8 % осіб, у тому числі 0,0 % дітей у віці до 18 років та 4,3 % осіб у віці 65 років та старших.
Цивільне працевлаштоване населення становило 1088 осіб. Основні галузі зайнятості: освіта, охорона здоров'я та соціальна допомога — 17,2 %, будівництво — 12,5 %, виробництво — 12,2 %.